# Xã Pepin, Quận Wabasha, Minnesota
Xã Pepin (tiếng Anh: Pepin Township) là một xã thuộc quận Wabasha, tiểu bang Minnesota, Hoa Kỳ. Năm 2010, dân số của xã này là 378 người.